# Das Boxende Känguruh
Das Boxende Känguruh  é um filme mudo alemão de curta metragem em preto e branco, dirigido e produzido por Max Skladanowsky em 1895.
O filme apresenta um canguru lutando boxe contra um homem (Mr.Delaware) e a luta acontece em frente a um cenário branco. O filme foi produzido no formato 35 mm e é considerado um dos primeiros filmes produzidos na Alemanha.